# Elmonica/Southwest 170th Avenue megállóhely
Elmonica/Southwest 170th Avenue megállóhely a Metropolitan Area Express kék vonalának megállója az Oregon állambeli Beavertonban, Elmonica kocsiszín közelében.

## Történet
A megállót az azt körülvevő Elmonica kerület után nevezték el; az elnevezés az Oregon Electric Railway egykori elővárosi vasútvonalának megállójának neve. A mai vonal az egykori nyomvonalat követi; a névadásnál több állomás és megálló esetén nem változtatták meg az eredetileg használt nevet. Az „Elmonica” szóösszetétel az egykori pálya mentén földdel rendelkező Mr. Stoy lányainak (Eleanor és Monica) ered; Stoy ezt szabta feltételül ahhoz, hogy a vonal keresztezhesse telkét. Miután a megállót megnyitották, az Elmonica nevet a teljes körzetre használni kezdték.

## Elhelyezkedése
A megálló szélső peronos kialakítású; tőle északkeletre található Elmonica kocsiszín. A vontatok többségét a helyi remízben tárolják, üzemkezdetkor legtöbbjük innen áll ki, illetve üzemzáráskor ide áll be, valamint a csonkamenetek többségének is Elmonica/Southwest 170th Avenue vagy Merlo Road/Southwest 158th Avenue megállók egyike a végállomása.
| Előző állomás                                                                        |  | Metropolitan Area Express |  | Következő állomás                                 |
| ------------------------------------------------------------------------------------ |  | ------------------------- |  | ------------------------------------------------- |
| Willow Creek/Southwest 185th Avenue pályaudvartovább Hatfield Government Center felé |  | Kék vonal                 |  | Merlo Rd/SW 158th Avetovább Cleveland Avenue felé |

## Fordítás
- Ez a szócikk részben vagy egészben  az   Elmonica/Southwest 170th Avenue MAX Station című angol Wikipédia-szócikk ezen változatának fordításán alapul.  Az eredeti cikk szerkesztőit annak laptörténete sorolja fel. Ez a jelzés csupán a megfogalmazás eredetét és a szerzői jogokat jelzi, nem szolgál a cikkben szereplő információk forrásmegjelöléseként.